# Triesenberger Alpen
Die Alpen und Maiensässe in der Walsergemeinde Triesenberg in Liechtenstein sind ein wesentlicher Teil der dortigen Vieh- und Alpwirtschaft, die in Triesenberg über Jahrhunderte die vorherrschende Erwerbsgrundlage bildete.

## Geschichte
Archäologische Funde weisen darauf hin, dass die Nutzung der günstig gelegenen Hochweiden oberhalb der Waldgrenze wahrscheinlich so alt ist wie die Besiedlung des Rheintals. Im Hochmittelalter erschlossen die Walser die höheren Lagen mit Dauersiedlungen und dehnten die Alpwirtschaft im Wesentlichen auf die heute genutzten Gebiete aus. Bis ins 16. Jahrhundert waren die Walser Alpen nicht im Besitz der dörflichen Gemeinschaft, wie das bei der im Rheintal ansässigen Bevölkerung üblich war. Es waren durchwegs Gruppen einzelner Bauern, die Alpen als Lehen nahmen und kauften.
1562 legten die Gemeindsleute von Triesenberg ihre Privatalpen, nicht aber die Maiensässe, zusammen und regelten deren Nutzung mit Anteilsrechten. Im Jahr 2000 wurde der Alpbesitz der Ortsgemeinde Triesenberg Eigentum der politischen Gemeinde.

## Wirtschaftssystem

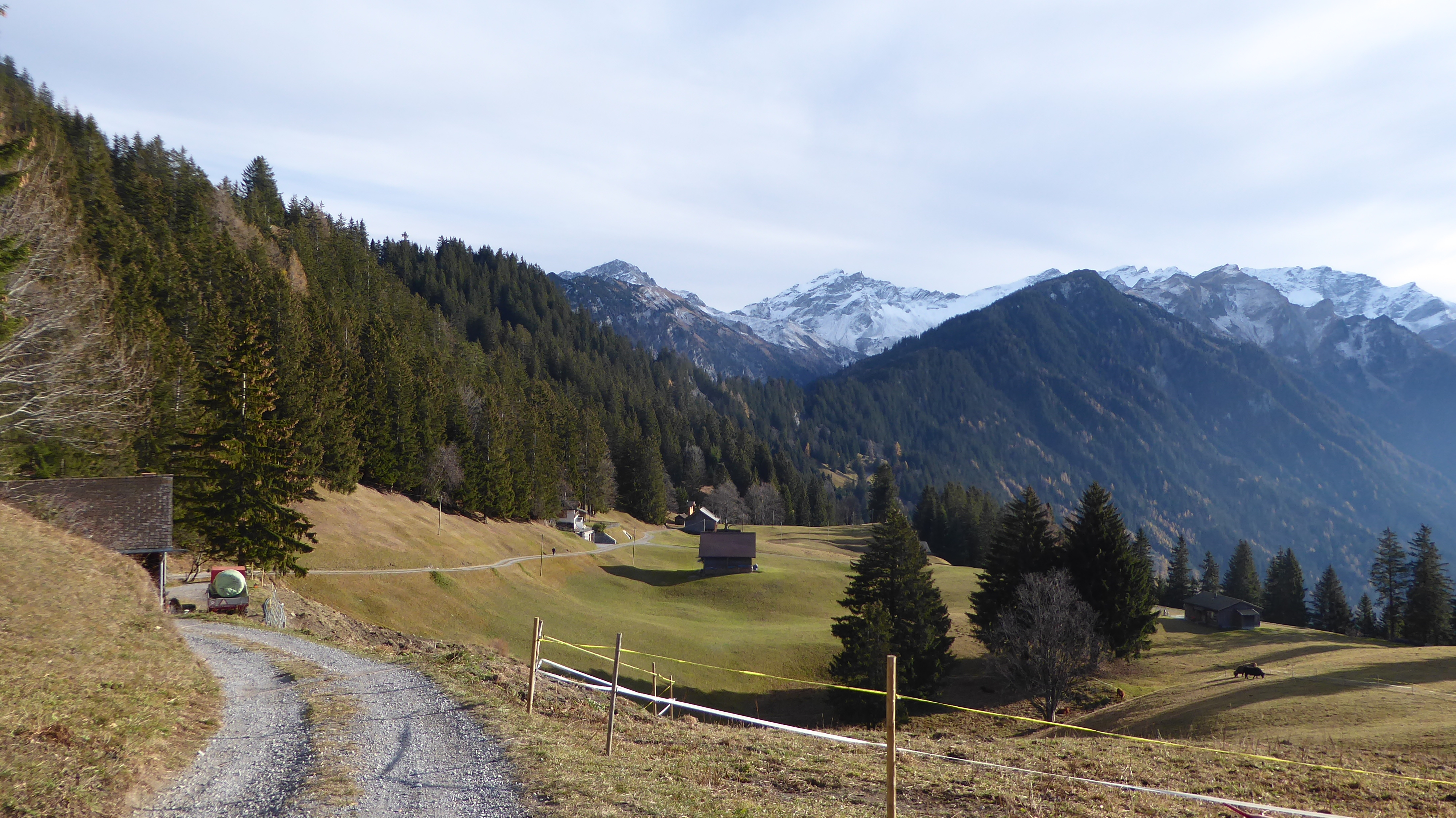
Maiensäss Silum. Blick von Vordersilum zum Grauspitz.

Um das Siedlungsgebiet möglichst intensiv zu nutzen, besteht anstelle einer reinen Weidewirtschaft eine gemischte Heu- und Weidewirtschaft. Dazu wurde zwischen den Heimstätten und den hoch gelegenen, zum Heuen nicht geeigneten Gemeindealpen mit den genossenschaftlich organisierten Maiensässen Silum und Steg eine Zwischenstufe eingerichtet.
Der Jahresablauf war durch die Wirtschaftsform der Transhumanz bestimmt. Ende Mai bezogen die Triesenberger die Maiensässe. Rund drei Wochen später wurde das Vieh auf die höher gelegenen Alpen getrieben. In der ersten Septemberhälfte kehrten die Tiere auf die Maiensässe zurück. Ab Anfang Oktober wurden die Wiesen des rheintalseitigen Heimguts abgeweidet. Nach Allerheiligen brachte man das Vieh in die höchstgelegenen Ställe, wo das dort geerntete und eingelagerte Heu verfüttert wurde. Um Weihnachten war das Vieh dann im Heimstall untergebracht, wobei bis ins 20. Jahrhundert auch dem auf den Heubergen gewonnenen Wildheu Bedeutung zukam. Da auch die Kinder im Alpwirtschaftsbetrieb mitarbeiteten, war im beginnenden 17. Jahrhundert der Widerstand der Triesenberger Bevölkerung gegen die Einführung der allgemeine Schulpflicht besonders gross.
In der Alpwirtschaft blieb trotz den Gemeindealpen bis ins späte 19. Jahrhundert die unrationelle Einzelsennerei üblich. 1887 verkaufte Fürst Johann II. seine Alp Sücka der Gemeinde mit der Bedingung, die Einzelsennerei aufzugeben. Neben den nun entstandenen vier Alpsennereien in Sücka, Turna, Alpelti und Bargälla bestanden im Dorf drei Sennereigenossenschaften. Bis in die 1940er-Jahre wurde auch die Arbeit in den Heubergen gemeinschaftlich geleistet. Als Gemeinwerk gilt bis heute die Alpräumung auf den Gemeindealpen.
In der zweiten Hälfte des 20. Jahrhunderts führte der Strukturwandel zu einem grossen Rückgang der Arbeitsplätze in der Landwirtschaft. Heute pendelt ein Grossteil der Bevölkerung ins Tal, wo ein breites Angebot an Arbeitsplätzen besteht.

## Einzelne Alpen und Maiensässe

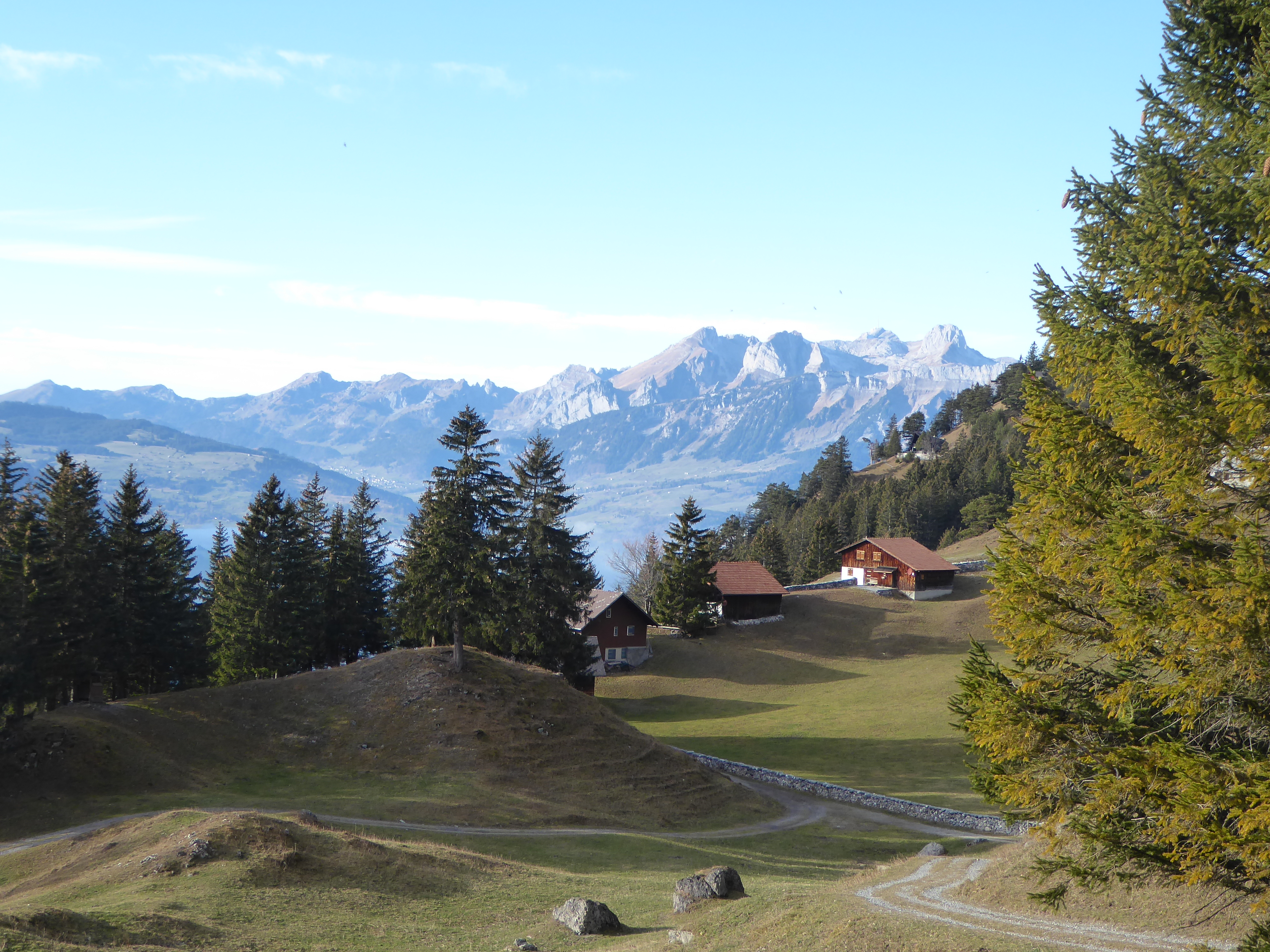
Alp Silum, im Hintergrund der Alpstein

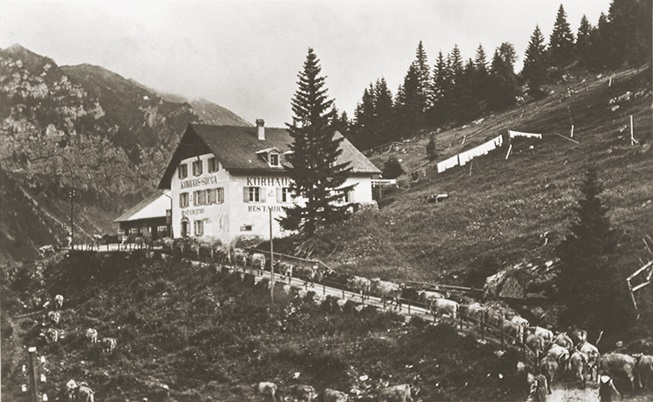
Auf der Alp Sücka dienten die Alpgebäude auch als Kuranstalt. Das 1888 bis 1890 erbaute Kurhaus wird heute als «Berggasthaus Sücka» geführt.

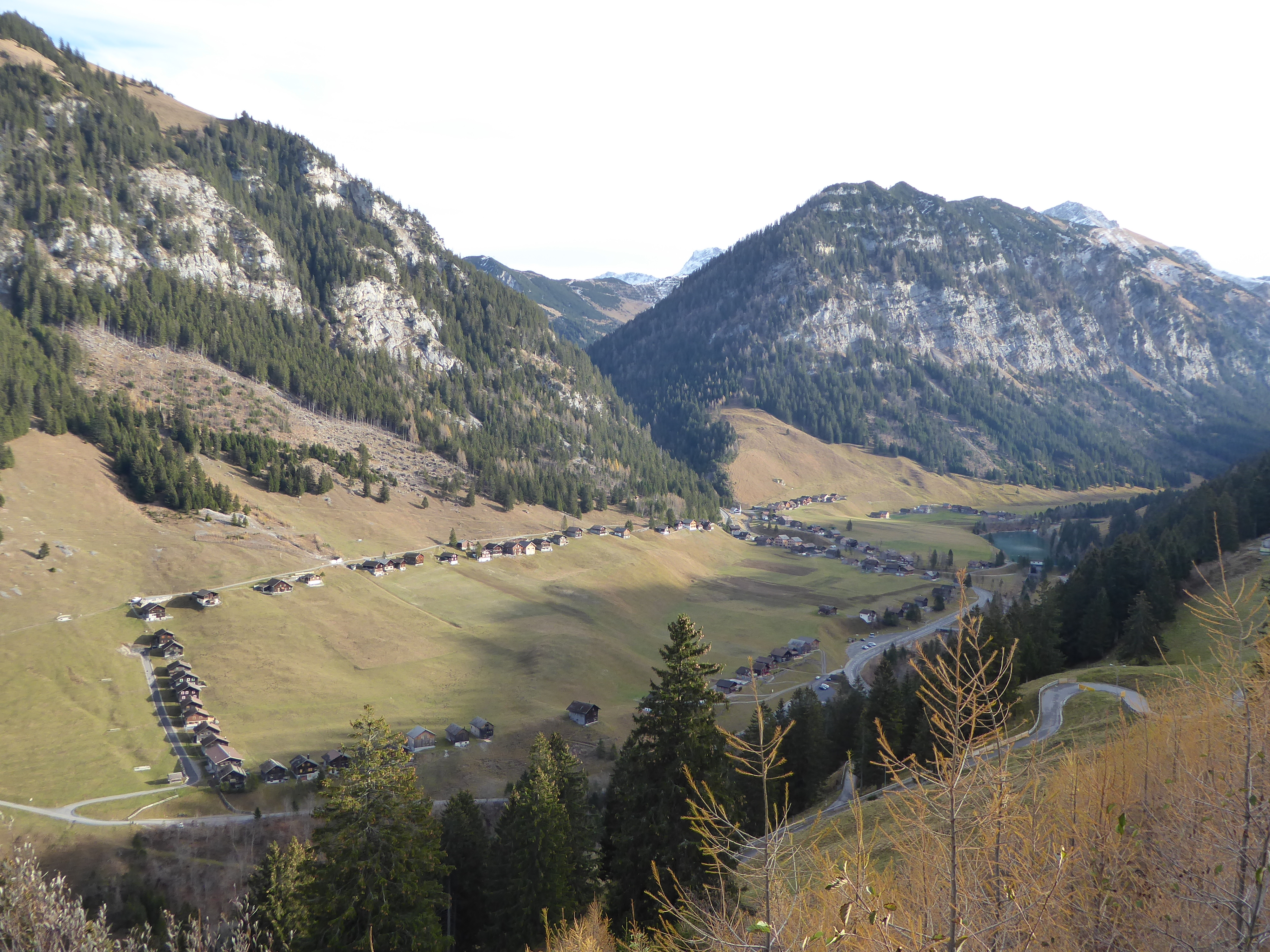
Ringförmig angeordnete Hütten im Grosssteg

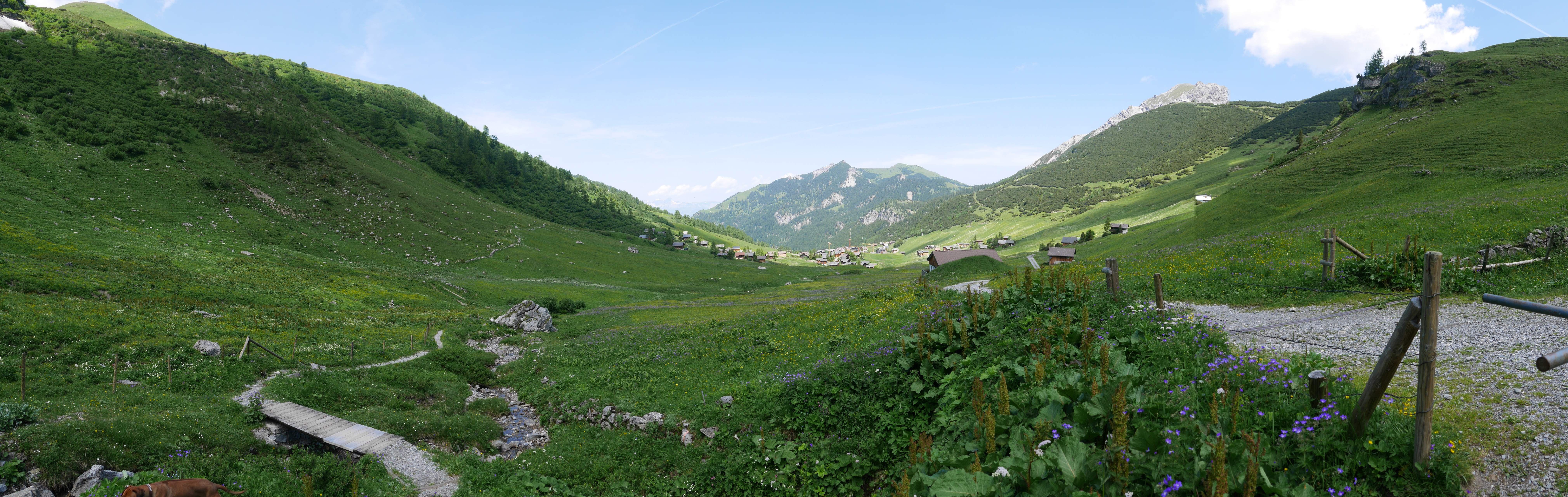
Alp Turna, im Hintergrund Stachlerkopf

Silum
Die sich rheintal- und saminatalseitig erstreckende Alp wurde um 1509/17 erstmals als Walser Alp erwähnt und wird heute von der Alpgenossenschaft Silum genutzt. Silum entwickelte sich ab dem späten 19. Jahrhundert zu einem Ferien- und Naherholungsgebiet.
→ Hauptartikel: Silum
Gaflei
Bis zum Verkauf von 1860/61 diente Gaflei den Triesenberger Besitzern als Maiensäss. Danach begann auf dem weiterhin alpwirtschaftlich genutzten Gaflei der Tourismus in den liechtensteinischen Alpen. Gaflei wurde zum ersten Kurort von Liechtenstein. 1952 kaufte die Gemeinde Vaduz die auf Trieserberger Gemeindegebiet gelegene Alp. Obwohl seit 2006 die Alpgebäude abgebrochen sind, werden die Alpweiden weiterhin genutzt.
→ Hauptartikel: Gaflei
Garsälli
Die Alp Garsälli im Saminatal wird ab 1516 als Eigentum der Triesenberger bzw. Walser erwähnt. Die Alpe kann mit Vieh nur über das Chemi / Kamin, über einen rauen Zick-Zack-Weg durch eine Rüfe bestossen werden. Das Garsälli dürfte früher als Kuhalp genutzt worden sein, in den Alpstatuten von 1867 ist es als Galtalp genannt. In den 1920er-Jahren wurde das Holz ausgedehnter Schläge durch den Saminabach getriftet. Der Stall im unteren Garsälli wurde 1947/48 erbaut zum Schutz der Tiere vor der Hitze und den Bremsenz (Viehfliegen) Die Bewirtschaftung erfolgte ab den 1990er-Jahren gemeinsam mit dem Bärgi und in jüngster Zeit mit Bargälla. Seit 2000 gehören 433 ha des Garsälli mit zum Waldreservat Garsälli/Zigerberg. Auf 1450 m ü. M. befindet sich die Fürst-Johannes-Hütte, eine ehemalige fürstliche Jagdhütte.
Bargälla
Die beidseits des Berggrats zwischen dem Rhein- und dem Saminatal gelegene Bargälla wird in Triesenberg auch als Alpa (Alp) bezeichnet. Sie wurde 1509/17 erstmals erwähnt als Walser Alp. Als Genossenschaftsalp war Bargälla 1562 von Triesenbergern übernommen worden und wurde Gemeindealp. Beidseits des Grats befindet je eine Alpstallung sowie auf der Ostseite die Jagdhütte des Jagdreviers Bargälla, wobei die Alpstallung im Saminatal nicht mehr benutzt wird. Die traditionelle Kuhalp wird heute vorwiegend mit Galtvieh bestossen.
Etwa 120 Meter südwestlich der saminatalseitigen Alphütte befindet sich auf 1721 m ü. M. der geografische Mittelpunkt von Liechtenstein. Markiert wird der Mittelpunkt durch einen rund vier Tonnen schweren Findling.
Sücka
Die Kuhalp Sücka liegt im Saminatal westlich von Steg. Bei der ersten Erwähnung um 1509/17 wird Sücka als Triesner Alp und der heutige Alpteil Düraboda als eigene Walser Alp bezeichnet. Ab der Zeit um 1600 erscheint Düraboda als herrschaftliche Alp. Sücka gehörte im 17. Jahrhundert den Grafen von Hohenems und ab 1712 den Fürsten von Liechtenstein, die es an Private verpachteten und 1887 der Gemeinde Triesenberg verkauften.
1963 wurde eine bronzene Lanzenspitze der Späten Bronzezeit gefunden.
Siehe auch: Alpe Sücka.
Alpelti
Das Alpelti oder Älple im Saminatal wurde 1403 erstmals erwähnt, als der Walser Hensli Gassner vom Triesenberg das Alpelti von Triesen zu Erblehen erhielt. 1665 wurde Alpelti von den Triesenbergern gekauft. Nebst Kühen und Galtvieh wurden in den 1980er-Jahren teilweise auch Schafe gesömmert.
StegDie Entstehung und Entwicklung der ringförmigen Bebauung der Maiensässsiedlung sind ungeklärt und haben ihre Wurzeln weder im Recht der ursprünglich im Rheintal lebenden Rätoromanen noch ist sie typisch für die Walser. Die umliegenden Weiden werden als Alp Grossstäg (Grosssteg) und als Alp Chleistäg (Kleinsteg) bewirtschaftet. Früher war Steg auch für die Forstwirtschaft von Bedeutung.
→ Hauptartikel: Steg (Liechtenstein)
Bärgi
Die Alp Bärgi oder Bergle liegt nordöstlich oberhalb vom Steg. Sie kam 1355 zusammen mit Grossstäg und einem Teil von Malbun als Erblehen des Kirchspiels Schaan-Vaduz an mehrere Triesenberger Walser. 1562 wurde das Bärgi Teil der Triesenberger Gemeindealpen. Einige Jahre vor den anderen Triesenberger Alpen, im Jahr 1882, wurde auf dem Bärgi die gemeinsame Sennerei eingeführt. Auf der traditionellen Kuhalp werden seit dem 20. Jahrhundert vor allem Galtvieh oder auch Schafe gesömmert. Das über keine Zufahrtsstrasse verfügende Bärgi blieb in der zweiten Jahrhunderthälfte oft auch leer.
Turna
Die Kuhalp im Hochtal Malbun wurde früher mit Malbun bezeichnet. Bereits 1355 erhielten Triesenberger Malbun von Schaan als Lehen. Noch 1911 wurde der Name Turna nur für den Platz um die Alphütte verwendet. In jüngerer Zeit wird die Alp zusammen mit der Alp Sareis betrieben. Der seit 1963 von Malbun zum Restaurant «Sareis» führende gleichnamige Sessellift liegt im Gebiet der Alp Turna.
Sareis
Die Alp Sareis, in Triesenberg oft Uberem Grad (hinter dem Grat) genannt, liegt im grösstenteils zu Vorarlberg gehörenden Gamperdonatal. Sie wurde 1542 erstmals erwähnt, als Triesenberg und Nenzing die Grenzen festlegten. Seit 1960 die Grenze zwischen Liechtenstein und Österreich im Bereich der Alp Sareis neu festgelegt wurde, liegt ein Teil der Alp auf österreichischem Hoheitsgebiet. Sareis ist eine Galtviehalp, die über keine Zufahrtsstrasse und Stallgebäude verfügt.

## Tabelle
| Alp       | Herkunft des Namens                                                               | Eigentümerin                 | Fläche insgesamt | Weidefläche | Alpgebäude                                     | Quelle        |
| --------- | --------------------------------------------------------------------------------- | ---------------------------- | ---------------- | ----------- | ---------------------------------------------- | ------------- |
| Silum     | rät.rom. sulam, sulom (Hofstatt, Bauplatz, Grund, Boden)                          | Alpgenossenschaft Silum      | 40,7 ha          | 24 ha       | 1477 m ü. M.                                   | [ 10 ] [ 11 ] |
| Gaflei    | alträt.rom. cuvlieu (Ort mit Höhlen oder überhängenden Felsen)                    | Gemeinde Vaduz               | 25,7 ha          | 6,4 ha      | 1483 m ü. M., 2006 abgebrochen                 | [ 12 ] [ 13 ] |
| Garsälli  | alträt.rom. clusella (kleine Talenge)                                             | Gemeinde Triesenberg         | 465 ha           | 31,7 ha     | 1669 m ü. M.                                   | [ 2 ]         |
| Bargälla  | alträt.rom. Diminutiv bargella zu rät.rom. bargia (Schopf, Gadenstatt, Heustadel) | Gemeinde Triesenberg         | 243,7 ha         | 70 ha       | Ostseite: 1683 m ü. M. Westseite: 1660 m ü. M. | [ 3 ] [ 14 ]  |
| Sücka     | abgegangenes alemannisch Sügge (sumpfiges Gebiet)                                 | Gemeinde Triesenberg         | 130,6 ha         | 54 ha       | 1402 m ü. M.                                   | [ 4 ]         |
| Alpelti   | walserisches Diminutiv von Alp                                                    | Gemeinde Triesenberg         | 122,3 ha         | 34 ha       | 1618 m ü. M.                                   | [ 5 ] [ 15 ]  |
| Grosssteg | urspr. Steg (Brücke) über die Samina                                              | Alpgenossenschaft Gross-Steg | 150,2 ha         | 38 ha       | ca. 1300 m ü. M.                               | [ 6 ]         |
| Kleinsteg | urspr. Steg (Brücke) über die Samina                                              | Alpgenossenschaft Kleinsteg  | 161,9 ha         | 32 ha       | ca. 1300 m ü. M.                               | [ 6 ]         |
| Bärgi     | kleines Berggut                                                                   | Gemeinde Triesenberg         | 96,1 ha          | 26 ha       | 1448 m ü. M.                                   | [ 7 ] [ 16 ]  |
| Turna     | Plural des abgegangenen Mundartworts Turn zu Deutsch Turm (Felskopf).             | Gemeinde Triesenberg         | 337,4 ha         | 104 ha      | 1800 m ü. M.                                   | [ 8 ]         |
| Sareis    | rät.rom. serra (Engpass, Verschluss)                                              | Gemeinde Triesenberg         | 96,1 ha          | 26 ha       | 1860 m ü. M.                                   | [ 9 ] [ 17 ]  |